# شيرلي لوف
شيرلي لوف (بالإنجليزية: Shirley Love)‏ هو سياسي أمريكي، ولد في 15 مايو 1933 في أوك هيل في الولايات المتحدة. حزبياً، نشط في الحزب الديمقراطي. وقد انتخب عضو مجلس ولاية فيرجينيا الغربية.